# Funicolare Vevey-Mont-Pèlerin
La funicolare Vevey-Mont Pèlerin, (acronimo VCP), è una ferrovia a funicolare che dalla stazione di Vevey, sulla linea Losanna-Briga porta fino al mont Pèlerin. È gestita dalla società  GoldenPass Services di Montreux.
La linea venne aperta nel 1900. Ha una lunghezza di 1580 m e supera il dislivello di 414 m. Effettua tre fermate intermedie tra la stazione a valle e la stazione a monte. Parte dalla quota di 393 m s.l.m. di  Vevey Plan raggiungendo gli 807 m di mont Pélerin dopo un percorso tra i vigneti della zona.
La funicolare, dopo una sospensione dell'esercizio nell'estate 2009 per ammodernamento è stata riaperta il 25 settembre dello stesso anno.

## Percorso
| Urban head station |

| Urban stop on track |

| Urban stop on track |

| Urban stop on track |

| Urban End station |